# Somogysámson
Somogysámson là một thị trấn thuộc hạt Somogy, Hungary. Thị trấn này có diện tích 21,77 km², dân số năm 2010 là 761 người, mật độ 35 người/km².